# 格拉爾三世 (海爾德)
格拉爾三世（荷蘭語：Gerard III van Gelre，1185年—1229年10月22日），海爾德伯爵，1207年至1229年在位。

## 家庭
1206年，格拉爾三世與布拉班特公爵亨利一世的女兒瑪格麗特結婚，兩人共有2子1女：
1. 奧東二世（—1271年）
2. 亨利三世（荷兰语：Hendrik III van Gelre）（—1285年）
3. 理察迪絲，於利希伯爵夫人